# Устанак у Тиру (996—998)
Устанак у Тиру подигли су византијски хришћани против фатимидске власти у граду Тиру, данашњи Либан. Устанак је трајао у периоду од 996. до 998. године и завршен је неуспехом.

## Устанак
Устанак је почео 996. године предвођен обичним морнаром Алаком за време калифа ел Хусеин ибн Наср ел Давла и Фредман Иакута. Фатимиди су блокирали устанике у Тиру и у оближњим градовима Триполију и Сидону где се устанак такође проширио. Тир се држао до 998. године када је коначно освојен. Фатимиди су масакрирали браниоце. Део је оробљен и одведен у Египат. Алака је одран и распет. Многи његови следбеници су погубљени.